# Dactylorhiza souflikensis
Dactylorhiza souflikensis är en orkidéart som beskrevs av Barbara Willing och Eckhard Willing. Dactylorhiza souflikensis ingår i Handnyckelsläktet som ingår i familjen orkidéer.
Artens utbredningsområde är Grekland. Inga underarter finns listade i Catalogue of Life.